# فراورویت
فراورویت (به آلمانی: Fraureuth) یک شهر در آلمان است که در Zwickau (district) واقع شده‌است. فراورویت ۵٬۷۰۳ نفر جمعیت دارد.